# Forte de Madame Bruyne
O Forte de Madame Bruyne, hoje em ruínas, foi uma fortaleza localizada no istmo de areia que liga a cidade do Recife à de Olinda, ao sul desta última, no litoral do atual estado de Pernambuco, no Brasil. Esta fortificação inscreve-se no contexto da segunda das invasões holandesas do Brasil.
Foi dinamitado pela Marinha do Brasil para a construção de uma base naval, porém a obra não foi realizada.

## História
SOUZA (1885) identifica esta estrutura como Forte de Santo Antônio do Buraco, referindo que antes da invasão neerlandesa de 1630, denominava-se Guarita de João Albuquerque. Localiza-o no istmo, meia milha ao norte do Forte de São João Batista do Brum, cuja defesa coadjuvou na ocasião (op. cit., p. 82). BARRETTO (1958) denomina-o de Forte Madame Bruyne e Forte do Buraco, afirmando ter sido erguido no local onde anteriormente existira o Fortim do Bom Jesus ou Forte de São Jorge Velho (op. cit., p. 140).
Esta estrutura foi erguida entre 1630 e 1632 por forças neerlandesas como um reduto de campanha para a defesa avançada do norte do Recife de Olinda. Foi denominado como Forte Madame Bruyne ("Domina Bruninis") em homenagem à esposa de Johan Bruyne, integrante do Conselho de comissários que governou o Brasil neerlandês. A sua planta apresentava o formato de um polígono quadrangular regular, com quatro meio-baluartes nos vértices (BARRETTO, 1940:140).
Sobre esta estrutura, Maurício de Nassau, no "Breve Discurso" de 14 de Janeiro de 1638, sob o tópico "Fortificações", informa: "A tiro de mosquete deste hornaveque [do forte de Bruyne] fica um reduto que serve de guarda-avançada."
O "Relatório sobre o estado das Capitanias conquistadas no Brasil", de autoria de Adriano do Dussen, datado de 4 de Abril de 1640, complementa:
"(...) a um tiro longo de mosquete daí [do forte de Bruyne], está situado um reduto chamado de Madame de Bruyn, com uma boa paliçada em volta e no qual estão 2 peçazinhas forjadas, de bronze, de 6 libras. O fortezinho, que fica ao sul da cidade de Olinda está sendo reparado, de modo a comportar 15 a 20 homens de guarnição, com 4 a 5 canhões de ferro, de modo a que sirva de refúgio para a burguesia de Olinda no caso de ataque de campanhistas."
BARLÉU (1974) transcreve a informação:
"(...) A distância igual deste [não longe do Forte do Brum], acha-se a Torre ou Reduto, que se orgulha com o nome de Madama Bruyne. Essa torre é também circundada por sua cerca e protegida por dois canhões de bronze. Está-se atualmente trabalhando em restaurar o forte arruinado do sul para receber uma guarnição de 15 ou 20 homens, de modo que sirva de refúgio aos olindenses contra a soldadesca vagabunda e devastadora." (op. cit., p. 143)
Figura nos mapas de Frans Post (1612-1680) da Ilha de Antônio Vaz (1637), e de Mauritiopolis (1645. Biblioteca Nacional do Brasil), e no mapa "A Cidade Maurícia em 1644", de Cornelis Golijath (in: BARLÉU, Gaspar. História dos feitos recentemente praticados no Brasil. Amsterdã, 1647).
Quando do assalto final ao Recife, em Janeiro de 1654, esta estrutura foi abandonada pelas forças neerlandesas a 17 de Janeiro (SOUZA, 1885:82).
No século XVIII, a partir de 1705 foi reconstruído em alvenaria de pedra, com três faces retas e uma abaluartada (SOUZA, 1885:82). Neste período estava guarnecido por um Capitão, um Sargento, um Condestável (chefe de artilheiros), infantes destacados dos Terços do Recife, dez fuzileiros e dois artilheiros, e artilhado com vinte e três peças de calibres 24 a 12 (GARRIDO, 1940:65; vinte e duas peças, três de bronze e dezenove de ferro cf. BARRETTO, 1958:140). Figura na coleção de "Mapas de vários regimentos da Capitania de Pernambuco" (cerca de 1763) sob o título Forte de Santo Antônio dos Coqueiros do Buraco (Arquivo Histórico Ultramarino, Lisboa) (IRIA, 1966:60).
No século XIX, sofreu reparos em 1863, no contexto da Questão Christie (1862-1865). Encontrava-se em precário estado de conservação em 1885, classificado como de 2ª Classe (SOUZA, 1885:82). GARRIDO (1940) complementa que, em 1883, foram-lhe efetuados reparos, no montante de 2:066$666 réis. No século XX, à época (1940), encontrava-se abandonada e em ruínas (op. cit., p. 65).
BARRETTO (1958), acrescenta que, à sua época (1958), o forte estava sendo demolido pela Marinha do Brasil para a construção da Base do 3º Distrito Naval, tendo parte de suas pedras sido aproveitadas nas obras do prolongamento do porto do Recife (op. cit., p. 143).
A informação mais atual é a de FREYRE (1980):
"Infelizmente as ruínas da Fortaleza do Buraco já tiveram sua bem executada sentença de morte. Delas resta apenas uma como lápide melancólica dizendo: 'Aqui foi a Fortaleza do Buraco'. Foram essas ruínas sacrificadas às obras de expansão da Base Naval do Recife. Sacrifício parece que desnecessário. Inútil. Lastimável." (op. cit., p. 128)